# جائزة الدب الفضي للجنة التحكيم الكبرى
جائزة الدب الفضي للجنة التحكيم الكبرى (تعرف ايضا بأسم جائزة لجنة التحكيم الكبرى، الجائزة الكبرى للجنة التحكيم) هي جائزة تمنحها لجنة التحكيم في مهرجان برلين السينمائي الدولي لأحد الأفلام الروائية الطويلة المشاركة في المسابقة. وتأتي في المركز الثاني بعد جائزة الدب الذهبي وتعتبر ثاني أكثر الجوائز المرموقة في المهرجان.

## التاريخ
تم تقديم الجائزة لأول مرة في الدورة 15 لمهرجان برلين السينمائي الدولي عام 1965. وكانت الجائزة تُعرف سابقًا باسم جائزة لجنة التحكيم الخاصة.
في عام 2014 في الدورة 64 لمهرجان برلين السينمائي الدولي، تم تغيير عنوان الجائزة رسميًا إلى "جائزة لجنة التحكيم الكبرى".

## الفائزون
| السنة            | العنوان | العنوان الاصلي | المخرج | بلد الانتاج |
| ---------------- | --- | --- | --- | --- |
| 1965 (الدورة 15) | Le Bonheur | Le Bonheur | آغنيس فاردا | فرنسا |
| 1965 (الدورة 15) | النفور | Repulsion | رومان بولانسكي | المملك المتحدة |
| 1966 الدورة 16)  | The Chasers | Jakten | ينغف غاملين | السويد |
| 1966 الدورة 16)  | No Shooting Time for Foxes | Schonzeit Für Füchse | بيتر شاموني | المانيا الغربية |
| 1967 (الدورة 17) | La Collectionneuse | La Collectionneuse | إيريك رومر | فرنسا |
| 1967 (الدورة 17) | Next Year, Same Time | Alle Jahre Wieder | أولريش شاموني | المانيا الغربية |
| 1968 (الدورة 18) | Innocence Unprotected | Nevinost Bez Zastite | دوشان ماكافييف | يوغوسلافيا |
| 1968 (الدورة 18) | Signs of Life | Lebenszeichen | فرنر هرتزوغ | المانيا الغربية |
| 1968 (الدورة 18) | Something Like Love | Come l'Amore | إنزو موزي | إيطاليا |
| 1970 (الدورة 20) | لم تمنح أي جوائز في ذلك العام بسبب الجدل الدائر حول مشاركة فيلم المخرج مايكل فيرهويفن "ok" في المسابقة الرئيسية والذي أدى إلى استقالة لجنة التحكيم الدولية قبل انتهاء المهرجان | لم تمنح أي جوائز في ذلك العام بسبب الجدل الدائر حول مشاركة فيلم المخرج مايكل فيرهويفن "ok" في المسابقة الرئيسية والذي أدى إلى استقالة لجنة التحكيم الدولية قبل انتهاء المهرجان | لم تمنح أي جوائز في ذلك العام بسبب الجدل الدائر حول مشاركة فيلم المخرج مايكل فيرهويفن "ok" في المسابقة الرئيسية والذي أدى إلى استقالة لجنة التحكيم الدولية قبل انتهاء المهرجان | لم تمنح أي جوائز في ذلك العام بسبب الجدل الدائر حول مشاركة فيلم المخرج مايكل فيرهويفن "ok" في المسابقة الرئيسية والذي أدى إلى استقالة لجنة التحكيم الدولية قبل انتهاء المهرجان |
| 1971 (الدورة 21) | ديكاميرون | Il Decameron | بيير باولو بازوليني | ايطاليا، فرنسا |
| 1972 (الدورة 22) | المشفى | The Hospital | آرثر هيلر | الولايات المتحدة |
| 1973 (الدورة 23) | There's No Smoke Without Fire | Il n'y a pas de fumée sans feu | أندريه كاياتي | فرنسا، إيطاليا |
| 1974 (الدورة 24) | The Clockmaker | L'Horloger de Saint-Paul | بيرتران تافرنيي | فرنسا |
| 1975 (الدورة 25) | The Common Man | Dupont Lajoie | إيف بواسيت | فرنسا |
| 1975 (الدورة 25) | Overlord | Overlord | ستيوارت كوبر | المملكة المتحدة |
| 1976 (الدورة 26) | Canoa: A Shameful Memory | Canoa: memoria de un hecho vergonzoso | فيليبي كازالس | المكسيك |
| 1977 (الدورة 27) | The Devil, Probably | Le Diable, Probablement | روبير بريسون | فرنسا |
| 1978 (الدورة 28) | A Queda | A Queda | روي جويرا ونيلسون كزافييه | البرازيل |
| 1979 (الدورة 29) | إسكندرية ليه | إسكندرية ليه | يوسف شاهين | مصر |
| 1980 (الدورة 30) | Seeking Asylum | Chiedo Asilo | ماركو فيريري | ايطاليا، فرنسا |
| 1981 (الدورة 31) | Akaler Shandhaney | আকালের সন্ধানে | مرينال سين | الهند |
| 1982 (الدورة 32) | Shivers | Dreszcze | فويتشيك ماركزوسكي | بولندا |
| 1983 (الدورة 33) | A Season in Hakkari | Hakkâri'de Bir Mevsim | إردن كيرال | تركيا |
| 1984 (الدورة 34) | Funny Dirty Little War | No Habrá más Penas ni Olvido | هيكتور أوليفيرا | الأرجنتين |
| 1985 (الدورة 35) | Flowers of Reverie | Szirmok, Virágok, Koszorúk | لازلو لوغوسي | هنغاريا |
| 1986 (الدورة 36) | The Mass Is Ended | La Messa è Finita | ناني موريتي | إيطاليا |
| 1987 (الدورة 37) | The Sea and Poison | 海と毒薬 | كاي كوماي | اليابان |
| 1988 (الدورة 38) | Commissar | Комиссар | ألكسندر اسكولدو | الاتحاد السوفياتي |
| 1989 (الدورة 39) | Evening Bell | 晚鐘 | وو زينيو | الصين |
| 1990 (الدورة 40) | The Asthenic Syndrome | Астенический синдром | كيرا موراتوفا | الاتحاد السوفياتي |
| 1991 (الدورة 41) | The Conviction | La Condanna | ماركو بيلوتشيو | إيطاليا |
| 1991 (الدورة 41) | Satan | Сатана | فيكتور أريستو | الاتحاد السوفياتي |
| 1992 (الدورة 42) | Sweet Emma, Dear Böbe | Édes Emma, Drága Böbe – Vázlatok, Aktok | استيفان زابو | هنغاريا |
| 1993 (الدورة 43) | Arizona Dream | Arizona Dream | أمير كوستوريكا | فرنسا، الولايات المتحدة |
| 1994 (الدورة 44) | Strawberry and Chocolate | Fresa y Chocolate | توماس جوتيريز أليا وخوان كارلوس تابيو | كوبا، المكسيك |
| 1995 (الدورة 45) | Smoke | Smoke | واين وانغ | الولايات المتحدة |
| 1996 (الدورة 46) | كل الأشياء عادلة | Lust och Fägring Stor | بو ويدربيرغ | السويد، الدنمارك |
| 1997 (الدورة 47) | The River | 河流 | تساي مينغ ليانغ | تايوان |
| 1998 (الدورة 48) | ذيل الكلب | Wag the Dog | باري ليفينسون | الولايات المتحدة |
| 1999 (الدورة 49) | Mifune's Last Song | Mifune | سورين كراغ جاكوبسن | الدنمارك، السويد |
| 2000 (الدورة 50) | The Road Home | 我的父亲母亲 | تشانغ ييمو | الصين |
| 2001 (الدورة 51) | Beijing Bicycle | 十七岁的单车 | وانغ شياو شواي | الصين، تايوان، فرنسا |
| 2002 (الدورة 52) | Grill Point | Halbe Treppe | أندرياس دريسن | ألمانيا |
| 2003 (الدورة 53) | التكيف | Adaptation | سبايك جونز | الولايات المتحدة |
| 2004 (الدورة 54) | Lost Embrace | El Abrazo Partido | دانييل بورمان | الأرجنتين، فرنسا، إسبانيا |
| 2005 (الدورة 55) | Peacock | 孔雀 | غو تشانغوي | الصين |
| 2006 (الدورة 56) | حالة تسلل | آفساید | جعفر بناهي | إيران |
| 2006 (الدورة 56) | A Soap | En Soap | بيرنيل فيشر كريستنسن | الدنمارك، السويد |
| 2007 (الدورة 57) | The Other | El otro | أرييل روتر | الأرجنتين، فرنسا، ألمانيا |
| 2008 (الدورة 58) | إجراءات التشغيل القياسية | Standard Operating Procedure | إيرول موريس | الولايات المتحدة |
| 2009 (الدورة 59) | كل الباقين | Alle Anderen | مارين آدي | ألمانيا |
| 2009 (الدورة 59) | Giant | Gigante | أدريان بينيز | أوروغواي، الأرجنتين |
| 2010 (الدورة 60) | If I Want to Whistle, I Whistle | Eu Când Vreau să Fluier, Fluier | فلورين سيربان | رومانيا |
| 2011 (الدورة 61) | The Turin Horse | A torinói ló | بيلا تار | هنغاريا |
| 2012 (الدورة 62) | Just the Wind | Csak a szél | بينيديك فلييغوف | هنغاريا |
| 2013 (الدورة 63) | An Episode in the Life of an Iron Picker | Epizoda u životu berača željeza | دانيس تانوفيتش | البوسنة والهرسك، سلوفينيا، فرنسا |
| 2014 (الدورة 64) | فندق بودابست الكبير | The Grand Budapest Hotel | ويس أندرسون | الولايات المتحدة، ألمانيا |
| 2015 (الدورة 65) | النادي | El Club | بابلو لارين | تشيلي |
| 2016 (الدورة 66) | Death in Sarajevo | Smrt u Sarajevu | دانيس تانوفيتش | البوسنة والهرسك، فرنسا |
| 2017 (الدورة 67) | فيليسيتي | Félicité | ألان غوميز | السنغال، فرنسا |
| 2018 (الدورة 68) | Mug | Twarz | مالوغورزاتا شوموفسكا | بولندا |
| 2019 (الدورة 69) | By the Grace of God | Grâce à Dieu | فرانسوا أوزون | فرنسا |
| 2020 (الدورة 70) | دائما في بعض الأوقات، لكن ليس بالنادر قط | Never Rarely Sometimes Always | إليزا هيتمان | الولايات المتحدة |
| 2021 (الدورة 71) | Wheel of Fortune and Fantasy | 偶然と想像 | ريوسوكي هاماغوتشي | اليابان |
| 2022 (الدورة 72) | The Novelist's Film | 소설가의 영화 | هونغ سانغ سو | كوريا الجنوبية |
| 2023 (الدورة 73) | Afire | Roter Himmel | كريستيان بيتزولد | ألمانيا |
| 2024 (الدورة 74) | A Traveler's Needs | 여행자의 필요 | هونغ سانغ سو | كوريا الجنوبية |
| 2025 (الدورة 75) | المسار الأزرق | O Último Azul | غابرييل ماسكارو | البرازيل، المكسيك، تشيلي، هولندا |